# Universidad Tsinghua
La Universidad Tsinghua (THU; en chino tradicional, 清華大學; en chino simplificado, 清华大学; pinyin, Qīnghuá Dàxué) también llamada Universidad de Qinghua es una universidad pública localizada en Pekín, República Popular China y es miembro de la Liga C9 de universidades chinas. Con su lema Autodisciplina y Compromiso Social, Tsinghua University está dedicada a la excelencia académica, el beneficio de la sociedad china y el desarrollo global.
Tsinghua es considerada como una de las mejores instituciones académicas en China y Asia, obteniendo el puesto 14 a nivel mundial en el 2014 por el Times Higher Education World Reputation Rankings. Desde el año 2015, Tsinghua se ha empezado a ubicar como la mejor universidad en Ingeniería y Ciencias de la computación en el mundo, superando al Massachusetts Institute of Technology (MIT) y a la National University of Singapore (NUS). Es una de las instituciones más citadas en todo el mundo.

## Historia

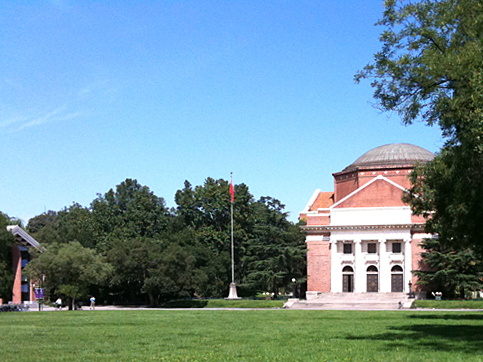
El antiguo edificio principal de la universidad, hoy usado como auditorio, fue construido en 1917. Su diseño está inspirado en la Rotonda de la Universidad de Virginia

### Principios delsigloXX(1911-1949)
La Universidad de Tsinghua se fundó en Pekín durante un tumultuoso periodo de agitación nacional y conflictos con potencias extranjeras que culminó con la Rebelión de los Bóxers, un levantamiento contra la influencia extranjera en China. Tras la represión de la revuelta por la Alianza de las Ocho Naciones, que incluía a Estados Unidos, la dinastía Qing, en el poder, tuvo que pagar indemnizaciones a los miembros de la alianza. El Secretario de Estado de Estados Unidos John Hay sugirió que la indemnización de 30 millones de dólares asignada a Estados Unidos era excesiva. Después de muchas negociaciones con el embajador Qing Liang Cheng, el presidente de los Estados Unidos Theodore Roosevelt obtuvo la aprobación del Congreso de los Estados Unidos en 1909 para reducir el pago de la indemnización en 10 millones de dólares. 8 millones, con la condición de que los fondos se utilizaran como becas para que estudiantes chinos estudiaran en Estados Unidos. 
Utilizando este fondo, el Tsinghua College' (en chino tradicional, 清華學堂; pinyin, Qīnghuá Xuétáng) se estableció en Pekín, el 29 de abril de 1911 en el emplazamiento de un antiguo jardín real para servir como escuela preparatoria para los estudiantes que el gobierno planeaba enviar a Estados Unidos.  Los miembros del profesorado para ciencias eran reclutados por la YMCA de Estados Unidos, y sus graduados se transferían directamente a las escuelas estadounidenses como juniors al graduarse. El lema de Tsinghua, "Autodisciplina y compromiso social", procede de un discurso pronunciado en 1914 por el destacado académico y miembro de la facultad Liang Qichao, en el que citaba el I Ching para describir una noción del caballero ideal..
En 1925, la escuela estableció su propio programa de licenciatura de cuatro años y puso en marcha un instituto de investigación sobre estudios chinos. In 1928, la escuela cambió su nombre por el de Universidad Nacional Tsinghua.
Durante la segunda guerra sino-japonesa, muchas universidades chinas se vieron obligadas a evacuar sus campus para evitar la invasión japonesa. En 1937, la Universidad de Tsinghua, la Universidad de Pekín y la Universidad de Nankai se fusionaron para formar la Universidad Temporal de Changsha, situada en Changsha, Hunan. La universidad fusionada se convirtió más tarde en la Universidad Nacional Asociada del Suroeste, situada en Kunming, Yunnan. La sección de la Universidad Tsinghua de la universidad fusionada regresó a Pekín al final de la Segunda Guerra Mundial. 

### Finales delsigloXX(después de 1949)
Tras el final de la guerra civil china en 1949, China experimentó una revolución comunista que condujo a la creación de la República Popular China. El entonces presidente de la Universidad Tsinghua, Mei Yiqi, junto con muchos profesores, huyeron a Taiwán con el gobierno nacionalista en retirada. Crearon el Instituto Nacional Tsing Hua de Tecnología Nuclear en 1955, que más tarde se convirtió en la Universidad Nacional Tsing Hua de Taiwán, una institución independiente y distinta de la Universidad Tsinghua. 
En 1952, el Partido Comunista Chino reagrupó las instituciones de enseñanza superior del país en un intento de construir un sistema al estilo soviético en el que cada institución se especializara en un determinado campo de estudio, como las ciencias sociales o las ciencias naturales. La Universidad de Tsinghua se transformó en un instituto politécnico centrado en la ingeniería y las ciencias naturales.
En 1953, Tsinghua estableció un programa de consejero político, convirtiéndose en la primera universidad en hacerlo tras la directiva de 1952 del Ministerio de Educación de comenzar a pilotar tales programas.: 107  Como consejeros políticos, los recién graduados que también eran miembros del Partido Comunista trabajaban como consejeros políticos en la gestión del alumnado y las organizaciones estudiantiles, a menudo ejerciendo simultáneamente como Liga Juvenil Comunista secretarios.: 107  El programa se amplió posteriormente a otras universidades tras su aprobación por Deng Xiaoping y se institucionalizó aún más en toda China en las décadas de 1990 y 2000.: 108 
Durante la construcción del Tercer Frente, Tsinghua estableció una sucursal en Mianyang, Provincia de Sichuan.
De 1966 a 1976, China vivió una gran agitación e inestabilidad sociopolítica durante la Revolución Cultural. Muchos estudiantes universitarios abandonaron las aulas de Tsinghua y otras instituciones, y algunos se unieron a los Guardias Rojos, lo que provocó el cierre total de la universidad, ya que el profesorado era perseguido o no podía impartir clases. No fue hasta 1978, una vez finalizada la Revolución Cultural, cuando la universidad comenzó a acoger estudiantes y a resurgir como una fuerza en la política y la sociedad chinas. 
Durante la campaña Criticar a Lin, criticar a Confucio de 1973 a 1976, grupos de crítica formados en Tsinghua y Universidad de Pekín difundieron comentarios bajo el seudónimo de "Liang Xiao". El seudónimo suena como el nombre de una persona, pero es un homófono de "dos escuelas".
En la década de 1980, Tsinghua evolucionó más allá del modelo politécnico e incorporó un sistema multidisciplinar que hacía hincapié en la colaboración entre escuelas distintas dentro del entorno universitario más amplio.  Bajo este sistema, varias escuelas han sido reincorporadas, incluyendo la Escuela de Derecho de Tsinghua, la Escuela de Economía y Gestión, la Escuela de Ciencias, la Escuela de Ciencias de la Vida, la Escuela de Humanidades y Ciencias Sociales, la Escuela de Política Pública y Gestión, y la Academia de Artes y Diseño. 
En 1996, la Escuela de Economía y Gestión estableció una asociación con la Sloan School of Management del Massachusetts Institute of Technology. Un año más tarde, Tsinghua y el MIT iniciaron el programa MBA conocido como Tsinghua-MIT Global MBA.
En 1998, Tsinghua se convirtió en la primera universidad china en ofrecer un programa de Máster en Derecho (LLM) en Derecho estadounidense, a través de una empresa de cooperación con la Facultad de Derecho Beasley de la Universidad de Temple.

## Alumnos notables
La Universidad Tsinghua ha producido muchos graduados notables, especialmente en la esfera política, académica e industrial. La revista Forbes se ha referido a Tsinghua como una de las once «factorías» del mundo por la cantidad de personalidades influyentes que han estudiado en ella.
Entre los exalumnos notables que han ocupado altos cargos en la política china se incluyen el actual secretario general del Partido Comunista y presidente de China, Xi Jinping, el ex secretario general del Partido y presidente de China Hu Jintao, el expresidente de la Asamblea Popular Nacional Wu Bangguo, el ex primer ministro Zhu Rongji, y el ex Vicepremier del Consejo de Estado Huang Ju.
En el campo de las ciencias se encuentran el físico Chen Ning Yang, quien fue galardonado con el Premio Nobel de Física; el matemático y ganador del Premio Wolf en Matemáticas Shiing-Shen Chern, el biólogo Min Chueh Chang, el físico teórico Zhou Peiyuan, el astrónomo Zhang Yuzhe y la arquitecta Yajin Zhang.